# Wrota do piekieł

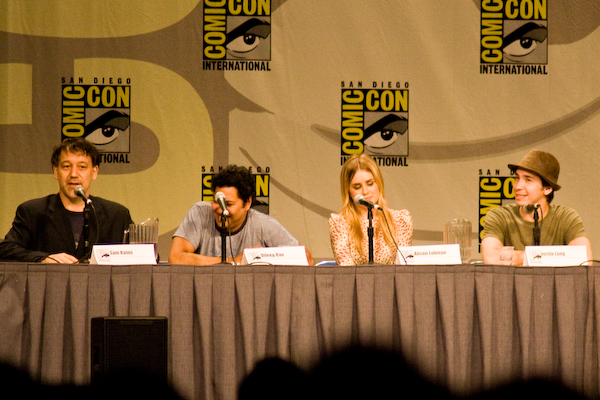
Reżyser Sam Raimi oraz członkowie obsady aktorskiej Dileep Rao, Alison Lohman i Justin Long dyskutują na temat filmu podczas San Diego Comic-Con International w 2008 roku.

Wrota do piekieł (ang. Drag Me to Hell) – satyryczny film horrorowy produkcji amerykańskiej w reżyserii Sama Raimiego z roku 2009.

## Opis fabuły
Christine Brown (Alison Lohman) wiedzie całkiem spokojne życie ze swoim chłopakiem, profesorem Clayem Daltonem (Justin Long). Sama pracuje w banku, gdzie zajmuje się kredytami. Stara się wybłagać szefa o awans, lecz ten odmawia jej, tłumacząc się tym, że dziewczyna musi wykazać się odpowiednimi predyspozycjami do wykonywania pracy na wyższym stanowisku. Pewnego dnia przychodzi do niej pani Ganush (Lorna Raver) z prośbą o przedłużenie spłaty raty kredytu hipotecznego. Christine licząc na awans odmawia jej, choć intuicja sugeruje, by się zgodziła. Pani Ganush w odwecie rzuca na Christine potężną klątwę. Życie dziewczyny zmienia się w piekło za sprawą Lamii, demona zemsty. Kiedy chłopak pozostaje sceptyczny jej rewelacjom, jedyną nadzieją jest Rham Jas (Dileep Rao). Okazuje się, że aby uwolnić się od klątwy Christine musi wykazać się całkowitą bezwzględnością.

## Obsada
- Alison Lohman – Christine Brown
- Lorna Raver – Pani Ganush
- Dileep Rao – Rham Jas
- Justin Long – Clay Dalton
- David Paymer – Jim Jacks
- Adriana Barraza – Shaun San Dena
- Chelcie Ross – Leonard Dalton
- Reggie Lee – Stu Rubin
- Molly Cheek – Trudy Dalton
- Bojana Novakovic – Ilenka Ganush
- Kevin Foster – Milos

## Nagrody i wyróżnienia
- Teen Choice Awards
  - w 2009 nominacja do nagrody Teen Choice Awards w kategorii najlepszy film: Horror/Thriller